# Hasna Hassan Ali
Hasna Hassan Ali (Hasna Hassantou) ist eine dschibutische Politikerin. 2003 wurde sie in die Nationalversammlung gewählt. Sie gehörte zu einer Gruppe von sieben Frauen, die als erste Frauen ins Parlament gewählt wurden.

## Politik
Vor der Parlamentswahl in Dschibuti 2003 war ein neues Wahlrecht verabschiedet worden, welches die Parteien verpflichtete, dass die Parteilisten mindestens 10 % von jedem Geschlecht auflisten mussten. Hasna Hassan Ali wurde für den Wahlbezirk Tadjourah Region für die Union pour la majorité présidentielle gewählt.
Sie war auch Präsidentin der Association of Women of Tadjourah und der nördlichen Filiale der Popular Savings and Credit Union.